# Boris Grebenchtchikov

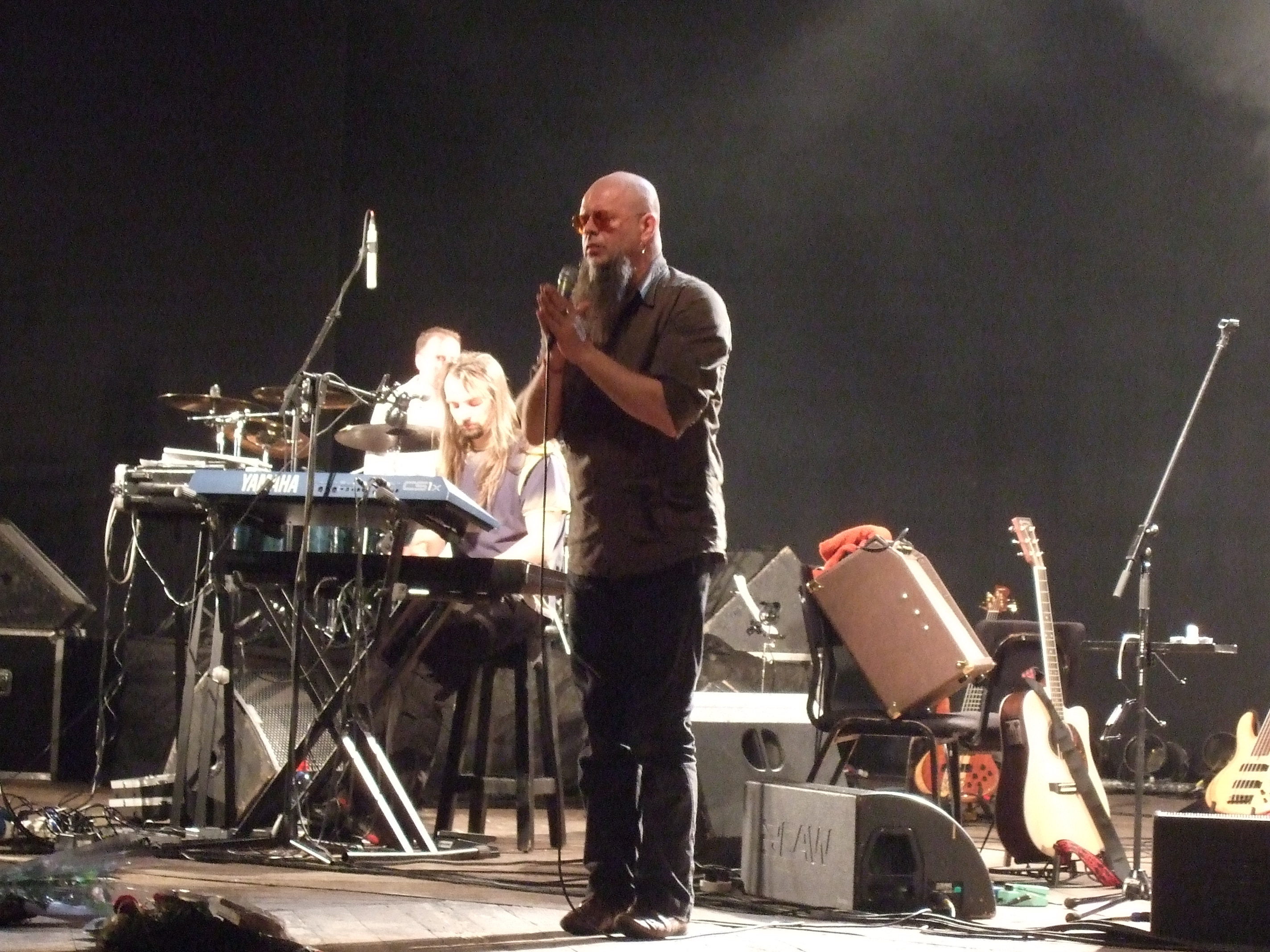
Boris Grebenchtchikov (2008)

Boris Borissovitch Grebenchtchikov dit BG (en russe : Бори́с Бори́сович Гребенщико́в), né le 27 novembre 1953 à Léningrad (actuellement Saint-Pétersbourg) en URSS, est un chanteur et auteur-compositeur, l'un des pionniers du rock en langue russe. Avec Anatoli Gunitski, il est le fondateur du groupe Aquarium et son leader depuis 1972.

## Biographie
Le père du futur artiste qui s'appelait également Boris Grebenchtchikov (1926-1975) était ingénieur, la mère, Ludmila Kharitonovna (1929-2009), était consultante juridique d'une maison de mode léningradoise. Boris est scolarisé à l'école no 239 de Léningrad (une école spécialisée en mathématiques et physique, une des toutes meilleures du pays). Sous l’influence des Beatles, il se met à jouer du rock et fonde son groupe en juin 1972, mais les musiciens cherchent encore leur style. Le premier concert d'Akvarium a lieu au printemps 1973. Entre-temps, le jeune homme fait ses études à la faculté des mathématiques appliquées de l'Université d'État Jdanov de Léningrad. Diplômé en 1977, il commence à travailler à l'Institut de recherches sociologiques. En 1974, il enregistre sur la bande magnétique son premier album intitulé La Tentation de Saint Akvarium (Искушение святого Аквариума). L’enregistrement s'effectue avec les moyens du bord, en utilisant le matériel fait maison ou partiellement défectueux, ainsi que plusieurs instruments insolites et modifiés. Cet album sera par la suite perdu pour n'être retrouvé qu'en 1997 et inclus dans la compilation Aquarium préhistorique (Доисторический Аквариум) en 2001. En 1977, avec Mike Naumenko, Youri Iltchenko (ru), Natalia Vassilieva-Hull et Nikolaï Vassine, Grebenchtchikov fonde un magazine de samizdat Roxy consacré à la musique rock. Il participe avec son groupe au Festival du rock de Tbilissi en 1980. Cette prestation lui vaut le licenciement de son travail et l'exclusion des rangs du Komsomol. Son groupe est officiellement interdit par les autorités soviétiques.
Au printemps 1981, afin de mieux contrôler les activités de l'underground léningradois, les autorités mettent à la disposition des passionnés de culture occidentale et musique émergente le Rock club de Léningrad,. Les membres d'Aquarium sont parmi les premiers à expérimenter dans ses locaux. Comptant déjà à son actif cinq albums autoproduits et distribués clandestinement sur bandes magnétiques entre 1974 et 1978, Aquarium produit en 1981 son véritable premier album studio appelé l'Album bleu (Синий альбом), toujours distribué clandestinement. Ils seront également présents à chaque Festival de rock de Léningrad organisé par la même enseigne, à partir du premier en 1983, et en seront sauvent nommés lauréats.
En 1986, avec Alissa, Kino et Strannye Igri, Aquarium sort aux États-Unis l'album historique Red Wave, signant l'entrée du rock soviétique sur scène internationale et par là même le légitimant en URSS. Toutefois dans une interview donnée à The New York Times en 1987, Grebenchtchikov exprime déjà son angoisse de rentrer dans le moule, de perdre l'essentiel de son style devant les attractions de notoriété officielle. Entre-temps, le film Assa réalisé par Sergueï Soloviov comportant de nombreux morceaux de rock composés par Grebenchtchikov devient culte dans le contexte de la Perestroïka (1987). Grebenchtchikov poursuit sur la voie du succès en enregistrant en solo Radio Silence en 1988 - 1989, produit par Columbia Broadcasting System, qui se classera 198e dans le Billboard 200, mais finalement ne comblera pas les attentes de l'artiste.
Ces dernières années Grebenchikov a enregistré aux Etats-Unis avec les musiciens de Bob Dylan, en Angleterre avec un orchestre symphonique, en Inde avec des musiciens indiens traditionnels, avec le maitre  de duduk Djivan Gasparyan, avec le guitariste des Rolling Stones ou en France avec Tomas Gubitsch.
Le 5 octobre 2022, Grebenshchikov explique sur BBC Hardtalk son opposition à la guerre en Ukraine, son exil à Londres et sa collaboration avec Dave Stewart pour produire une chanson contre la guerre Face to Face.
En mai 2023, un procès-verbal est rédigé contre l'artiste pour « discrédit de l’armée ».
En juin 2023, le ministère russe de la Justice l'inscrit  sur la liste des agents étrangers.

## Discographie

### en solo
- Radio Silence (1989)
- Русский альбом (1992)
- Песни Александра Вертинского (1994)
- Чубчик (1996)
- Radio London (1996)
- Лилит (1997)
- Песни Булата Окуджавы (1999)
- Без слов (инструментальный альбом, записанный в начале 1990-х, в продажу не поступил, распространяется только на концертах группы) (2004)
- Соль (2014)
- Время N (2018)

## Filmographie
- 1987 : Rock (Рок) film documentaire d'Alekseï Outchitel